# 聖拉斐爾德普里斯卡爾區
聖拉斐爾德普里斯卡爾區（西班牙語：San Rafael de Puriscal），是哥斯達黎加的一個區，位於該國中部聖何塞省，始建於1910年，面積13.94平方公里，2011年人口1,730，人口密度每平方公里124人。